# Eremiaphila rotundipennis
Eremiaphila rotundipennis är en bönsyrseart som beskrevs av Kirby 1904. Eremiaphila rotundipennis ingår i släktet Eremiaphila och familjen Eremiaphilidae. Inga underarter finns listade i Catalogue of Life.